# جیمز آگوستین شنون
جیمز آگوستین شَنون (به انگلیسی: James Augustine Shannon) (زاده ۱۹۰۴ و مرگ ۱۹۹۴) پزشک آمریکایی که ۱۳ سال (۱۹۶۸ـ۱۹۵۵) ریاست اِن‌آی‌اِچ را به عهده داشت.
شنون در سال ۱۹۶۲ مدال رفاه عمومی را از آکادمی ملی علوم آمریکا دریافت کرد.